# Allerheiligenkapel

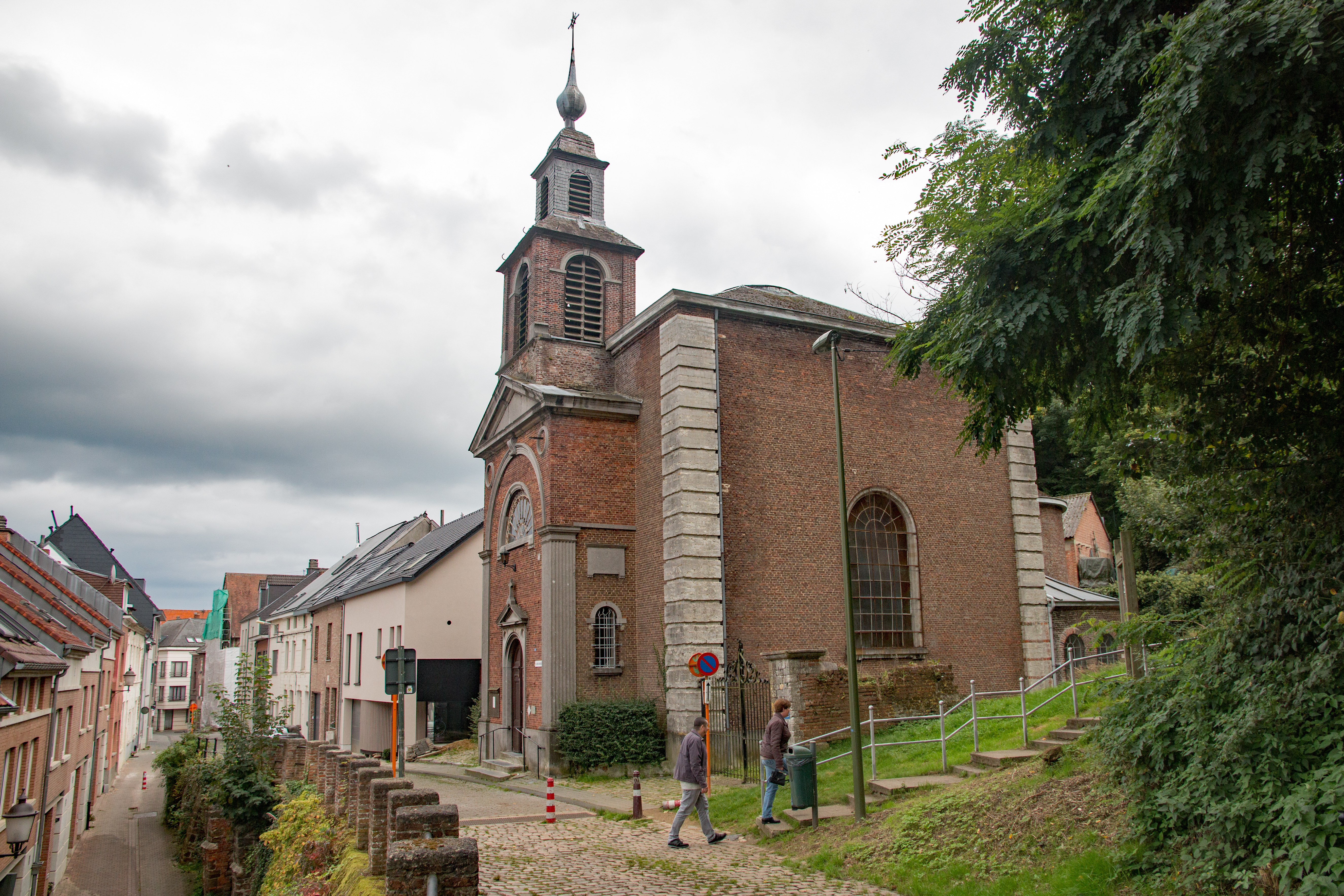
Allerheiligenkapel

De Allerheiligenkapel is een kapel in de Vlaams-Brabantse stad Diest, gelegen aan de Allerheiligenberg 40.
Hier bevond zich een barokkapel van 1648 die in 1854 werd vervangen door een bouwwerk in neoclassicistische stijl.
Deze kapel, feitelijk een kerkgebouw, bezit een schilderij van de kruisafneming van omstreeks 1700. Uit het eerste kwart van de 16e eeuw en uit de 18e eeuw is er beeldhouwwerk in hout. De communiebank (midden 18e eeuw) is in Lodewijk XV-stijl. Het koorhek is van 1762 en het doksaal is uit dezelfde tijd.
Het hoofdaltaar is 19e-eeuws en werd uitgevoerd in neoclassicistische stijl.